# Aproximační algoritmy
Aproximační algoritmy je druh algoritmů používaných při řešení optimalizačního problému, kdy nepožadujeme nutně optimální řešení, ale spokojíme se i s řešením, které je optimálnímu velmi blízké.

## k-aproximační algoritmus

### Definice
Říkáme, že algoritmus {\displaystyle A} problému maximalizace kriteriální funkce {\displaystyle F} je k-aproximační, jestliže pro číslo {\displaystyle k\geq 1} takové, že pro všechny instance {\displaystyle I} daného problému platí {\displaystyle F^{A}(I)\geq {\frac {1}{k}}F^{opt}(I)} (analogicky se definuje pro algoritmy minimalizace kriteriální funkce).
Zjednodušeně řečeno: k-aproximační algoritmus optimalizačního problému nalezne vždy řešení, které je nejhůře k-krát horší než řešení optimální.

### Příklady
Úrovňový algoritmus